# Noemi (EP)
Noemi es el primer EP de Noemi.

## Canciones
| Noemi |                          |                                  |                    |                                                                                                |          |  |
| N.º   | Título                   | Letras                           | Música             | Escritor(es)                                                                                   | Duración |  |
| 1.    | «Briciole»               | Marco Ciappelli y Diego Calvetti | Francesco Sighieri |                                                                                                | 3:21     |  |
| 2.    | «Stelle appiccicate»     |                                  |                    | Marco Ciappelli, Diego Calvetti, Luca Chiaravalli, Stefaan Yves Geert Fernande y Lissette Alea | 3:44     |  |
| 3.    | «Vertigini»              |                                  |                    | Diego Calvetti, Massimiliano Calò, Giuseppe Romanelli                                          | 3:21     |  |
| 4.    | «Credo a ciò che vedo»   | Marco Ciappelli y Diego Calvetti | Francesco Sighieri |                                                                                                | 3:34     |  |
| 5.    | «Il cielo in una stanza» | Mogol y Gino Paoli               | Renato Angiolini   |                                                                                                | 3:35     |  |
| 6.    | «Albachiara»             | Vasco Rossi y Taylor Alan        | Vasco Rossi        |                                                                                                | 2:47     |  |
| 20:22 |                          |                                  |                    |                                                                                                |          |  |

## Clasificación
| Clasificación (2009)       | Posición más alta |
| -------------------------- | ----------------- |
| Italian FIMI Singles Chart | 8                 |
| Europa Billboard           | 97                |
| Itunes                     | 1                 |
| Musica & Dischi            | 1                 |
| Dada                       | 1                 |

### ClasificaciónFIMI
| Posición | 10 | 8 | 12 | 17 | 23 | 27 | 34 | 32 | 43 | 43 | 59 | 73 | 58 | 74 | 95 | - | - | - | - | - | 85 |

## Certificación
| Ventas discográficas | Plata | Oro | Platino | Diamante |
| -------------------- | ----- | --- | ------- | -------- |
| 50 000 +             | 3     | 1   | /       | /        |

## Noemi tour

### Concines deNoemi tour
1. Briciole
2. Stelle appiccicate
3. Vertigini
4. Credo a ciò che vedo
5. Il cielo in una stanza (cover de Mina Mazzini)
6. Albachiara (cover de Vasco Rossi)
7. La costruzione di un amore (cover de Ivano Fossati, interpretada también de Mia Martini)
8. I heart it through the grapevine (cover de Marvin Gaye, interpretada también de Creedence Clearwater Revival)
9. Seven days (cover de Sting)
10. Amandoti (cover de CCCP, interpretada también de Gianna Nannini)
11. Altrove (cover de Morgan)
12. Il paradiso (cover de Patty Pravo)

### Band
- Emanuele (Lele) Fontana (teclados)
- Ronny Aglietti (bajo)
- Giacomo Castellano (guitarra)
- Donald Renda (batería)

### Shows
| Año  | Mes    | Día | Shows                   |
| ---- | ------ | --- | ----------------------- |
| 2009 | Mayo   | 15  | Roma                    |
| 2009 | Mayo   | 16  | Milano                  |
| 2009 | Mayo   | 17  | Milano                  |
| 2009 | Mayo   | 21  | Milano                  |
| 2009 | Mayo   | 22  | Apricena (FG)           |
| 2009 | Mayo   | 29  | Arezzo                  |
| 2009 | Junio  | 7   | Antegnate (BG)          |
| 2009 | Junio  | 13  | Lonato del Garda (BS)   |
| 2009 | Junio  | 20  | Foligno (PG)            |
| 2009 | Junio  | 22  | Varese                  |
| 2009 | Junio  | 26  | Montebelluna (TV)       |
| 2009 | Julio  | 10  | Padova                  |
| 2009 | Julio  | 11  | Salerno                 |
| 2009 | Julio  | 24  | Roma                    |
| 2009 | Agosto | 1   | Mola di Bari (BA)       |
| 2009 | Agosto | 6   | Manduria (TA)           |
| 2009 | Agosto | 14  | Nicotera (VV)           |
| 2009 | Agosto | 15  | Prato della Valle (PD)  |
| 2009 | Agosto | 17  | Polignano a Mare (BA)   |
| 2009 | Agosto | 22  | Omegna (VB)             |
| 2009 | Agosto | 23  | Paravati di Mileto (VV) |
| 2009 | Agosto | 29  | Ospedaletti (IM)        |

- Datos: Q2481288